# Garrett Serviss
Garrett Serviss (Garrett Serviss Putnam, Jr.; nacido en enero de 1881 - fallecido el 31 de diciembre de 1907) fue un atleta estadounidense que compitió principalmente en el salto de altura.
Él compitió en los Juegos Olímpicos de San Luis 1904, Estados Unidos, en el salto de altura, donde ganó la medalla de plata.
Serviss se graduó de la Universidad de Cornell en 1905. Su padre era escritor de ciencia ficción de nombre Garrett P. Serviss.